# Bellevue (Oregon)
Bellevue (koábban Muddy) az Amerikai Egyesült Államok északnyugati részén, Oregon állam Yamhill megyéjében, az Oregon Route 18 mentén elhelyezkedő önkormányzat nélküli település.
Bellevue-t a Hathaway Yocum által adományozott területen alapították.

## Oktatás
Az első iskola a Thomas Morris által 1872-ben adományozott területen épült fel, ezt 1907-ben egy bővített intézmény váltotta. 1939-től a hetedik és nyolcadik osztályosok McMinnville-ben tanultak, 1942-től pedig a település minden diákja Sheridanbe jár. 1950-ben a bellevue-i és mcminnville-i tankerületeket összevonták. Az egykori iskolaépületet később más célokra hasznosították.

## Fordítás
- Ez a szócikk részben vagy egészben  a   Bellevue, Oregon című angol Wikipédia-szócikk ezen változatának fordításán alapul.  Az eredeti cikk szerkesztőit annak laptörténete sorolja fel. Ez a jelzés csupán a megfogalmazás eredetét és a szerzői jogokat jelzi, nem szolgál a cikkben szereplő információk forrásmegjelöléseként.